# Nuova Guinea, l'isola dei cannibali
Nuova Guinea, l'isola dei cannibali è un film documentario del 1974 diretto da Akira Ide.
È conosciuto anche col titolo The Real Cannibal Holocaust. Alcune sequenze del film sono state riutilizzate dal regista Bruno Mattei all'interno del suo film Virus (1980).

## Contenuti
Nel 1975 la Papua Nuova Guinea diventerà uno stato indipendente dell'Oceania. Ma, nella prima metà degli anni settanta, la popolazione conserva ancora abitudini molto più arcaiche, fra cui il cannibalismo rituale, particolari usanze mortuarie e matrimoniali, rituali cruenti, una sessualità radicata nell'animismo. La documentazione di questi aspetti è messa a contrasto con la visita della regina Elisabetta al paese.